# Коліняни
Коліняни (словац. Kolíňany) — село, громада округу Нітра, Нітранський край. Кадастрова площа громади — 12.5 км². Протікає річка Боцегай.
Населення 1549 осіб (станом на 31 грудня 2018 року).

## Історія
Коліняни згадуються 1113 року.

## Населення
| Рік:            | 1994. | 2004.   | 2014.   | 2024.   |
| --------------- | ----- | ------- | ------- | ------- |
| Кількість осіб: | 1408  | 1465    | 1606    | 1558    |
| Різниця:        |       | +4,04 % | +9,62 % | -2,98 % |

| Рік:            | 2023. | 2024.   |
| --------------- | ----- | ------- |
| Кількість осіб: | 1555  | 1558    |
| Різниця:        |       | +0,19 % |